# Tanja Schultz (Bogenschützin)
Tanja Schultz (* 27. Mai 1967) ist eine deutsche Bogenschützin im Behindertensport.
Zu Schultz’ größten Erfolgen zählt der 1. Platz bei der Europameisterschaft 1999, der 2. Platz bei der Europameisterschaft 2006 und der 3. Platz (mit dem Team) bei der Weltmeisterschaft 2007. Sie nahm an den Sommer-Paralympics 2008 in Peking teil, aufgrund ihrer Behinderung durch Paraplegie in der Startklasse W2. Ihr Trainer ist Rainer Schemeit, ihr Verein der BSC Bad Pyrmont.
Sie selbst trainiert seit 2002 Schützen im BSC Bad Pyrmont und im Schützenverein Klein Süntel.